# Georgette Leblanc
Georgette Leblanc (Rouen, 8 febbraio 1869 – Le Cannet, 27 ottobre 1941) è stata un soprano, attrice e scrittrice francese e la sorella del romanziere Maurice Leblanc. È stata particolarmente associata alle opere di Jules Massenet ed è stata un'ammirata interprete del ruolo principale in Carmen di Bizet.

## Biografia
Per molti anni la Leblanc fu l'amante del drammaturgo e scrittore belga Maurice Maeterlinck che scrisse diverse parti per lei all'interno delle sue opere teatrali. Ha interpretato il ruolo di Ariane in Ariane et Barbe-bleue, sia nella rappresentazione teatrale originale del 1899 di Maeterlinck che nell'adattamento operistico del 1907 di Paul Dukas. La Leblanc apparve anche in un paio di film francesi, in particolare L'Inhumaine nel 1924. Negli ultimi decenni della sua vita si dedicò alla scrittura, scrivendo due autobiografie di successo commerciale, diversi libri per bambini e diari di viaggio.

## Nascita e carriera
Georgette Leblanc nacque in una famiglia colta che apprezzava le arti di tutte le forme e la incoraggiava a dedicarsi alla musica, alla recitazione e alla scrittura. Inizialmente lavorò per un breve periodo come attrice sul palcoscenico di Parigi prima di studiare musica con Jules Massenet in quella città. Fece il suo debutto professionale nell'opera all'Opéra-Comique il 23 novembre 1893 come Françoise in L'attaque du moulin di Alfred Bruneau. Poco dopo tornò in quel teatro dell'opera per cantare il ruolo della protagonista nella Carmen di Bizet. Nel 1894 entrò nello staff artistico del Théâtre de la Monnaie dove cantò numerose parti per le tre stagioni successive, tra cui: Anita in La Navarraise e ancora una volta i ruoli principali in Thaïs di Massenet e in Carmen.
Nel 1895 la Leblanc incontrò a Bruxelles lo sceneggiatore Maurice Maeterlinck con il quale iniziò una relazione romantica di 23 anni. Nello stesso anno la coppia si trasferì nel quartiere di Passy a Parigi, vivendo apertamente insieme con dispiacere delle loro famiglie cattoliche. La Leblanc aveva sposato uno spagnolo qualche anno prima e la Chiesa Cattolica Romana si era rifiutata di concederle il divorzio dal suo infelice matrimonio. La casa della coppia divenne un centro per la comunità artistica con personalità come Octave Mirbeau, Jean Lorrain e Paul Fort che si intrattenevano spesso a casa loro. La coppia possedeva anche una casa in Normandia dove andavano in estate.
Cominciando con Aglavaine and Sélysette nel 1896, iniziò ad apparire in una serie di opere di Maeterlinck, molte delle quali includevano personaggi scritti appositamente per lei o basati su di lei. Cantò anche in una serie di recital e concerti a Parigi che comprendevano lieder tedeschi di Franz Schubert e Robert Schumann che era stato tradotto in francese da Maeterlinck. Rimase attiva nell'opera a Parigi, apparendo in particolare come Fanny in Sapho di Massenet all'Opéra-Comique nel 1897. In seguito registrò diverse arie da Sapho con il compositore al pianoforte nel 1903.
A partire dall'agosto 1893, Maeterlinck collaborò con Claude Debussy all'opera Pelléas et Mélisande, basata sull'omonima opera di Maeterlinck. La Leblanc doveva inizialmente interpretare il ruolo di Mélisande nella prima dell'opera del 1902, ma fu sostituita da Mary Garden. Ciò fece arrabbiare Maeterlinck, che minacciò azioni legali e violenza fisica contro Debussy per aver estromesso la sua amante dalla parte. Diede tuttavia corpo al ruolo principale nella prima mondiale dell'adattamento operistico di Paul Dukas di Ariane et Barbe-bleue di Maeterlinck nel 1907, avendo già interpretato Ariane nella rappresentazione teatrale originale nel 1899 a Parigi.

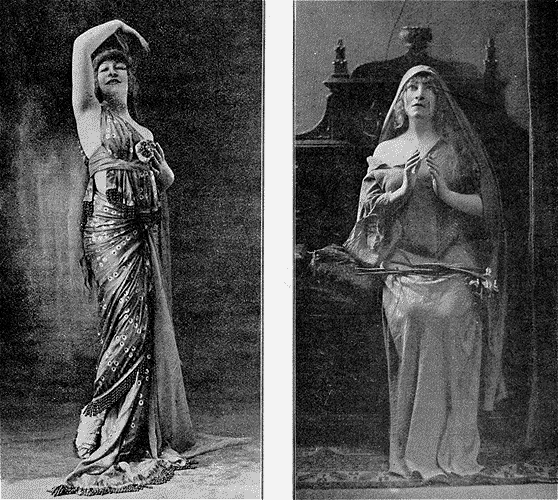
Georgette Leblanc in Mary Magdalene (1910)

Nel 1906 la Leblanc e Maeterlinck si trasferirono in una villa a Grasse dove il loro rapporto iniziò a incontrare difficoltà. Maeterlinck divenne sempre più depresso e alla fine gli fu diagnosticata la nevrastenia. Scrisse però diverse opere teatrali durante questo periodo, due delle quali, Marie-Victoire (1907) e Mary Magdalene (1910), ebbero i ruoli principali scritti per la Leblanc. Nel 1912-13 cantò sia al Manhattan Center di New York che all'Opéra de Monte-Carlo. Alla fine riuscì a cantare Mélisande nel 1912 nella sua prima a Boston con l'Opera Company of Boston, dove recitò la parte nello spettacolo e registrò quattro canzoni con la Columbia Records. Nel 1914 la Leblanc e Maeterlinck lasciano Grasse per una villa vicino a Nizza e l'anno successivo lei interpreta il ruolo di Lady Macbeth in un adattamento cinematografico francese del Macbeth di William Shakespeare. La coppia rimase insieme altri quattro anni, ma la relazione finì nel 1918 quando divenne chiaro che lui era coinvolto con un'altra donna, l'attrice Renée Dahon.

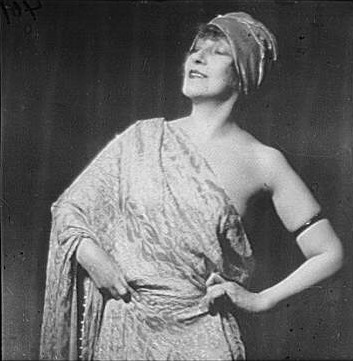
Georgette Leblanc, 1921

Dopo la fine della sua relazione con Maeterlinck, la Leblanc rimase attiva sul palco nelle sue opere per tutti gli anni '20, sebbene la sua carriera di cantante fosse praticamente finita. Ebbe una serie di relazioni romantiche con persone di alto profilo durante gli anni '20 e '30. Per un breve periodo fu coinvolta con il mistico greco-armeno G. I. Gurdjieff. Era anche un'amica intima della collega studentessa di Gurdjieff Margaret Anderson. Continuò ad essere popolare tra i circoli sociali artistici parigini ed era in particolare amica di Jean Cocteau e Marcel L'Herbier, nel cui film L'Inhumaine (1924) recitò.
Nel 1930 la Leblanc pubblicò Souvenirs (1895-1918), un resoconto del suo legame con Maeterlinck. Scrisse anche un'ulteriore autobiografia e diversi libri per bambini e diari di viaggio. Morì a Cannes, Alpi Marittime nel 1941 e fu sepolta nel cimitero di Notre Dame des Anges accanto a Margaret Anderson.

## Libri
- Le Choix de la Vie (1904)
- The Children's Bluebird (1913)
- The Girl who Found the Blue Bird: A visit to Helen Keller (1914)
- Maeterlinck's Dogs (1919)
- The Choice of Life (1927)
- Souvenir (1931)
- Souvenirs: My life with Maeterlinck (1932)
- Story of the Blue Bird (1939)
- La Machine à Courage (1947)